# Katsuyoshi Kuwahara
Katsuyoshi Kuwahara (jap. 桑原 勝義, Kuwahara Katsuyoshi; * 30. Mai 1944 in Fujieda, Präfektur Shizuoka) ist ein ehemaliger japanischer Fußballspieler.

## Nationalmannschaft
1965 debütierte Kuwahara für die japanische Fußballnationalmannschaft. Kuwahara bestritt zwei Länderspiele.